# برژراک
برژراک شهری در شمال شرق ایالت آکیتن فرانسه است. از این شهر رود وزر نیز می‌گذرد.